# سكوت بيري (لاعب كرة قاعدة)
سكوت بيري (بالإنجليزية: Scott Perry)‏ هو لاعب كرة قاعدة أمريكي، ولد في 17 أبريل 1891 في دنيسون في الولايات المتحدة، وتوفي في 27 أكتوبر 1959 في كانساس سيتي في الولايات المتحدة.

## وصلات خارجية
- سكوت بيري على موقعبيزبول رفرنس.كوم (الدوري الرئيسي) (الإنجليزية)
- سكوت بيري على موقعبيزبول رفرنس.كوم (الدوري الثانوي) (الإنجليزية)